# Ihar Schwedau
Ihar Iossifawitsch Schwedau (belarussisch Ігар Іосіфавіч Шведаў, russisch Игорь Иосифович Шведов/Igor Iossifowitsch Schwedow; * 6. März 1987 in Nawapolazk, Weißrussische SSR) ist ein belarussischer Eishockeyspieler, der seit 2009 beim HK Schachzjor Salihorsk in der belarussischen Extraliga unter Vertrag steht.

## Karriere
Ihar Schwedau begann seine Karriere als Eishockeyspieler in seiner Heimatstadt bei Chimik-SKA Nawapolazk, für dessen Profimannschaft er in der Saison 2005/06 sein Debüt in der belarussischen Extraliga gab. Nach zwei weiteren Jahren bei Chimik wurde der Verteidiger im Sommer 2008 vom HK Dinamo Minsk aus der neugegründeten Kontinentalen Hockey-Liga verpflichtet, für den er nur sieben Spiele bestritt, ehe er zu deren Stadtrivalen, dem amtierenden belarussischen Meister HK Keramin Minsk wechselte, bei dem er die Spielzeit beendete.
Seit der Saison 2009/10 spielt Schwedau für den HK Schachzjor Salihorsk in der Extraliga.

### International
Für Belarus nahm Schwedau an der U18-Junioren-B-Weltmeisterschaft 2005 sowie der U20-Junioren-B-Weltmeisterschaft 2006 teil. Des Weiteren stand er im Aufgebot Belarus’ bei der U20-Junioren-Weltmeisterschaft 2007.

## Erfolge und Auszeichnungen
- 2006 Aufstieg in die Top Division bei der U20-Junioren-Weltmeisterschaft der Division I

## Statistik
(Stand: Ende der Saison 2010/11)